# Collins (Mississippi)
Collins è una città degli Stati Uniti d'America, capoluogo della contea di Covington, nello Stato del Mississippi.